# Yasuhiro Yamada
Yasuhiro Yamada (山田 泰寛 Yamada Yasuhiro?), född 13 februari 1968 i Hiroshima prefektur, död 8 april 2013, var en japansk fotbollsspelare.
Yamada började sin karriär 1990 i Yanmar Diesel. 1992 flyttade han till Shimizu S-Pulse. Han avslutade karriären 1995.